# Gymnadenia gabasiana
Gymnadenia gabasiana is een Europese orchidee van de sectie Nigritellae. Het is een typische plant van alpiene streken met een opvallende donkerrode tot bijna zwarte bloem.

## Naamgeving enetymologie
- Synoniem: Nigritella nigra var. pyrenaica Schltr. (1919), Nigritella gabasiana Teppner & E.Klein (1993)
- Frans: Nigritelle de Gabas

De botanische naam Gymnadenia komt uit het Oudgrieks, betekent zoveel als 'naakte klieren' (γυμνός, gumnos = naakt, ἀδήν, adēn = klier) en slaat op de afwezigheid van een vliesje rond de pollinia of stuifmeelkorrels. De soortaanduiding gabasiana verwijst naar het centrum voor alpiene ecologie in Gabas in de Franse Pyreneeën.

## Kenmerken
Gymnadenia gabasiana lijkt sterk op de zustersoort Gymnadenia rhellicani, waarmee het vroeger de soort Nigritella nigra s.l. vormde. Zie aldaar voor een algemene beschrijving.
De plant is meestal kleiner en robuster. De bloeiwijze is lang-kegelvormig tot cilindrisch, zeer rijkbloemig maar weinig geurend. De onderste schutblaadjes hebben een over de hele lengte, of ten minste het grootste deel, kegelvormige tandjes. De bloemlip is opgerold, de zijranden raken elkaar of overlappen elkaar zelfs.
De bloeitijd is van juli tot begin augustus.

## Habitat
Gymnadenia gabasiana heeft net als Gymnadenia rhellicani een voorkeur voor kalkrijke droge bodems in de volle zon, zoals kalkgraslanden en alpiene weiden, van 1500 tot 2000 m hoogte.

## Voorkomen
Gymnadenia gabasiana is een endemische plant in de Pyreneeën (Frankrijk, Spanje) en het daaraan aansluitende Cantabrisch Gebergte (Spanje). De plant komt enkel plaatselijk voor, maar kan zeer abundant optreden.

## Verwantschap en gelijkende soorten
Gymnadenia gabasiana maakt samen met een vijftiental sterk gelijkende soorten deel uit van het ondergeslacht (of sectio) Nigritellae, het vroegere geslacht Nigritella, dat sinds enkele jaren is opgenomen in het geslacht Gymnadenia (muggenorchissen).
Onderscheid maken tussen deze soorten is voor leken dikwijls zeer moeilijk, want gebaseerd op relatieve kenmerken als de vorm en het aantal tandjes op de randen van de schutblaadjes, de vorm van de bloemlip en van het spoor.
Daarbij komen er tussen de vijftien soorten nog eens bijna evenveel hybriden voor, wat de determinatie tot op soortniveau niet vereenvoudigd. Gelukkig is de overlap van verspreidingsgebieden beperkt.
Gymnadenia gabasiana komt in zijn verspreidingsgebied samen voor met Gymnadenia austriaca, maar kan daarvan onderscheiden worden door zijn langere bloeiaar, opgerolde bloemlip en de afwezigheid van een duidelijke geur.
Sectie: Gymnadeniae

G. borealis · 
G. conopsea (Grote muggenorchis) · 
G. densiflora (Dichte muggenorchis)· 
G. frivaldii · 
G. odoratissima (Welriekende muggenorchis) · 
G. pyrenaica · 
G. straminea

Sectie: Nigritellae

G. archiducis-joannis · 
G. austriaca · 
G. bicornis · 
G. buschmanniae · 
G. carpatica · 
G. cenisia · 
G. corneliana (Roze vanillieorchis) · 
G. crassinervis · 
G. dolomitensis · 
G. emeiensis · 
G. gabasiana · 
G. lithopoliticana · 
G. microgymnadenia · 
G. neottioides · 
G. nigra (Zwarte vanilleorchis) · 
G. orchidis · 
G. propinqua · 
G. rhellicani · 
G. rubra · 
G. runei · 
G. stiriaca · 
G. taquetii · 
G. widderi